# Müllers Bartkelchmoos
Müllers Bartkelchmoos (Calypogeia muelleriana) wurde von Linné noch zu den Mniaceae gestellt. Durch die dem Substrat anliegenden Ästchen kann durch Kapillarwirkung das Wasser länger gehalten werden. Es fruchtet selten.

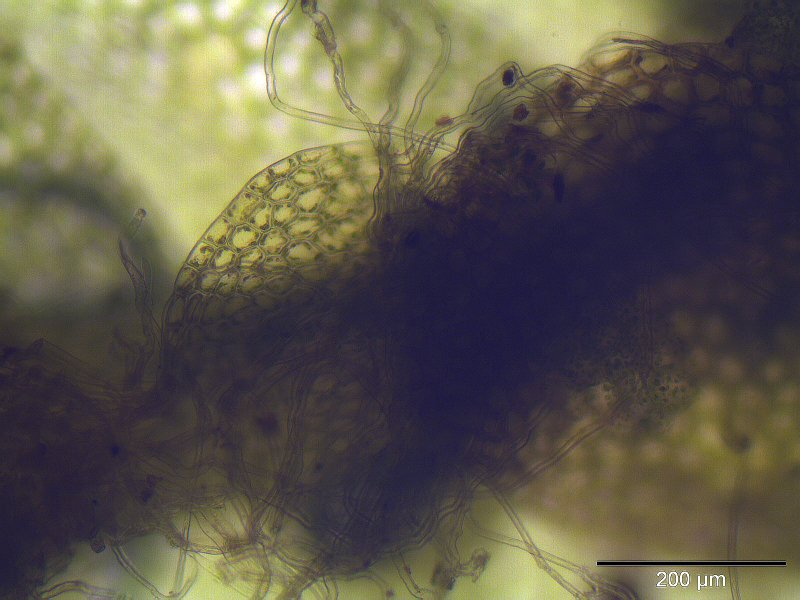
Die Unterblätter von Calypogeia muelleriana sind zur Bestimmung notwendig (125-fach vergrößert)

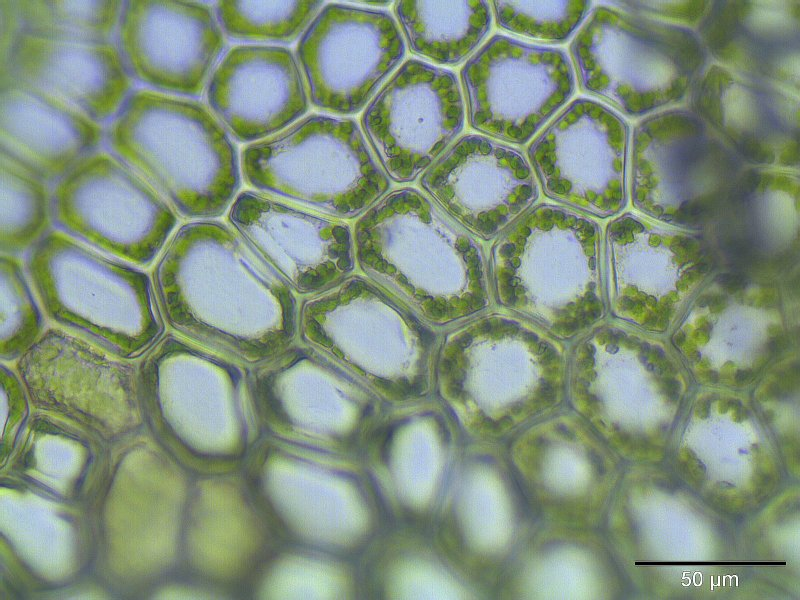
Flankenblattzellen von Calypogeia muelleriana (400-fach vergrößert)

## Erkennungsmerkmale
Calypodeia muelleriana ist ein niederliegendes, etwa 1 bis 4 mm breites und bis 4 cm langes Lebermoos, welches in flachen blaugrünen bis bräunlichgrünen Rasen wächst. Die dicht dachziegelig anliegenden, eiförmig-rundlichen Flankenblätter sind so lang wie breit, an der Basis etwas verbreitert und an der Spitze meist abgerundet, selten mit einem kleinen Spitzchen versehen. Die unförmig sechseckigen Laminazellen der Flankenblätter enthalten bis zu 10 kleine Ölkörper und sind etwa 35 bis 70 µm lang und 25 bis 45 µm breit. Die charakteristischen Unterblätter sind etwa 2- bis 3-mal so breit wie der Stängel, rundlich verkehrt-oval geformt und zu etwa 1/3 in zwei breite, abgerundete Lappen geteilt. Die Zellen der Unterblätter sind etwa 28 bis 50 µm lang und 18 bis 35 µm breit. Verwechslungsgefahren bestehen vor allem mit anderen Calypogeia-Arten, die jedoch eindeutig an den andersartigen Unterblättern erkennbar sein sollten.

## Vorkommen
Das Lebermoos besiedelt frische bis feuchte, schattige, basenreiche bis mäßig kalkreiche Stellen auf Humus, Roherde, Lehm oder Sand, morsches Holz, Torf, an Baumbasen oder auf übererdeten Felsen in Laub- oder Nadelwäldern. Häufig ist es zusammen mit Dicranella heteromalla vergesellschaftet. Das Moos ist in ganz Europa, in Nord-Afrika, Nord-Amerika und Grönland verbreitet.